# Ballinspittle
Ballinspittle (iriska: Béal Átha an Spidéil) är en ort i republiken Irland.   Den ligger i grevskapet County Cork och provinsen Munster, i den södra delen av landet, 250 km sydväst om huvudstaden Dublin. Ballinspittle ligger 20 meter över havet och antalet invånare är 194.
Terrängen runt Ballinspittle är platt. Havet är nära Ballinspittle söderut. Runt Ballinspittle är det ganska glesbefolkat, med 30 invånare per kvadratkilometer. Närmaste större samhälle är Kinsale, 6,5 km nordost om Ballinspittle. Trakten runt Ballinspittle består i huvudsak av gräsmarker.